# Pachystachys fosteri
Pachystachys fosteri är en akantusväxtart som beskrevs av D.C. Wasshausen. Pachystachys fosteri ingår i släktet Pachystachys och familjen akantusväxter. Inga underarter finns listade i Catalogue of Life.